# Пальмира
Пальми́ра (греч. Παλμύρα, арам. ܬܕܡܘܪܬܐ Тадморте; ивр. תַּדְמוֹר‎ Тадмор; арм. Արմավուտ
Армавут; араб. تدمر‎ Тадмор «город пальм») — один из богатейших городов поздней античности (обычно ограничиваемый III—VI веками н. э.), расположенный в одном из оазисов Сирийской пустыни, в мухафазе Хомс между Дамаском и Евфратом, в 240 км к северо-востоку от первого и в 140 км от второго. Город Пальмиру основал царь Митанни Кирта I в 1500 году до н. э. как защитную крепость от арамейских набегов.
Возник как перевалочный пункт для караванов, пересекавших Сирийскую пустыню. Пальмира была прозвана «невестой пустыни». Самой знаменитой и могущественной правительницей Пальмирского царства была Зенобия.
В настоящее время на месте Пальмиры — сирийская деревня и развалины величественных сооружений, принадлежащих к числу лучших образцов древнеримской архитектуры и признанных ЮНЕСКО памятником Всемирного наследия. Вдоль главной улицы древнего города располагаются колоннады и монументальные арки. В числе наиболее значимых сооружений храм Баала (I век), храм Баалшамина (II век), агора (III век), театр с общественным центром и караван-сарай.
В честь Пальмиры названы несколько городов в США. Санкт-Петербург поэтически называли Северной Пальмирой, Одессу — южной, Оренбург — степной.

## История
Пальмиру основал хурритский царь Кирта, после разрушения его восстанавливали и ассирийцы, и римляне.
Древнейшие упоминания о Тадморе относятся к 1-й половине 2-го тыс. до н. э. (в каппадокийских табличках и документах из Мари). В конце 2-го тыс. до н. э. Пальмира была разрушена ассирийцами, в X веке до н. э. (?) согласно Библии и Иосифу Флавию, Пальмира была основана израильским царём Соломоном как передовой оплот против нападений арамейских орд на его владения, простиравшиеся до берегов Евфрата. Навуходоносор II, при нашествии на Иерусалим, разорил её, но вскоре, благодаря своему выгодному положению между Средиземным морем с одной стороны, и долиной Евфрата с другой, она снова отстроилась и стала пристанищем торговых караванов и складским центром, шедших с Запада на Восток и обратно. Здесь была столица государства Пальмирены, управлявшегося собственными государями, сенатом и народным собранием. По последним данным археологов Пальмира основана царём хурритов Тукриша.
Римляне во время войны с парфянами (в 41 году н. э.) старались завладеть Пальмирой, но безуспешно. При Траяне она была совершенно разрушена римскими войсками, но Адриан восстановил её и переименовал в Адрианополь, причём её правителям предоставил некоторую независимость, думая удержать их этим от союза с парфянами. При Каракалле (около 212 года н. э.) Пальмира была объявлена римской колонией, с преимуществами juris italici (то есть с правами, равными правам колоний, находившихся непосредственно в самой Италии), и отдана в управление местному уроженцу, сенатору Септимию Оденату. Поднятое последним восстание против Рима привело к его убийству неким Руфином.

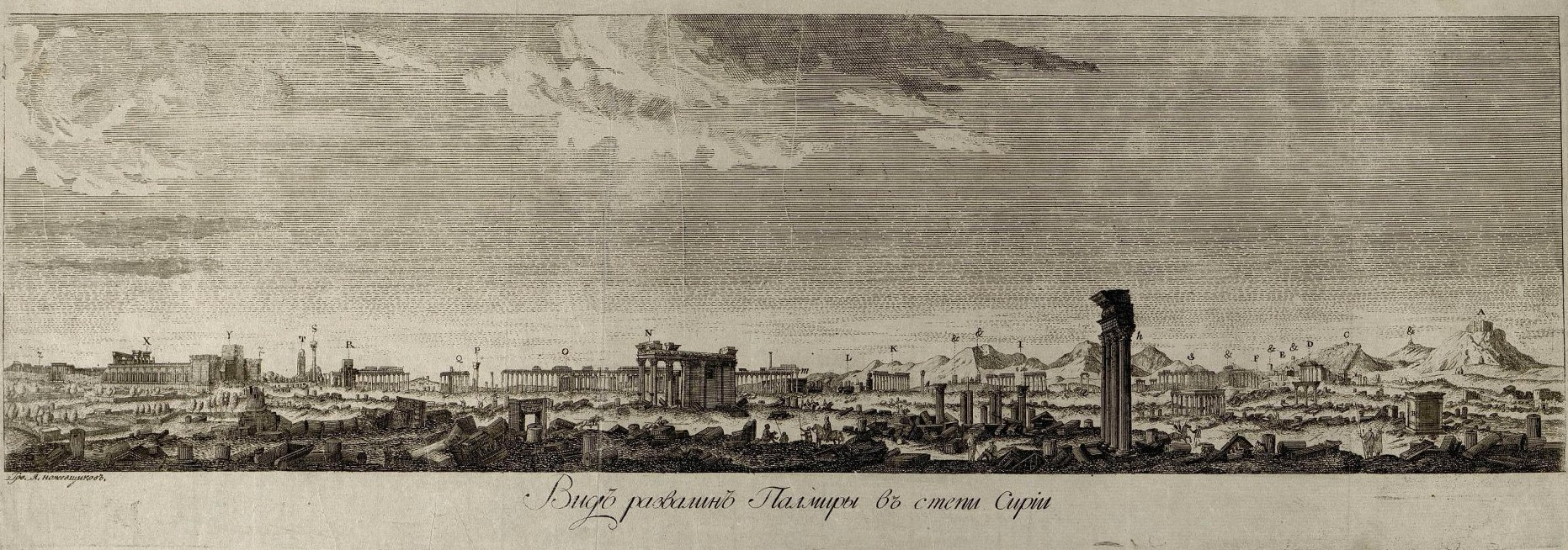
Вид развалин Пальмиры в XVIII веке

Оденату наследовал его сын, Гайран, вскоре умерший, а потом другой сын, также Оденат, ставший на сторону римлян в их войне с персами и получивший за это от Валериана и Галлиена в 258 году титул consularis (губернатора в ранге консула). Не удовольствовавшись этим титулом, он, после того, как Валериан попал в плен к персам, провозгласил себя «царём царей» (в 260 году).

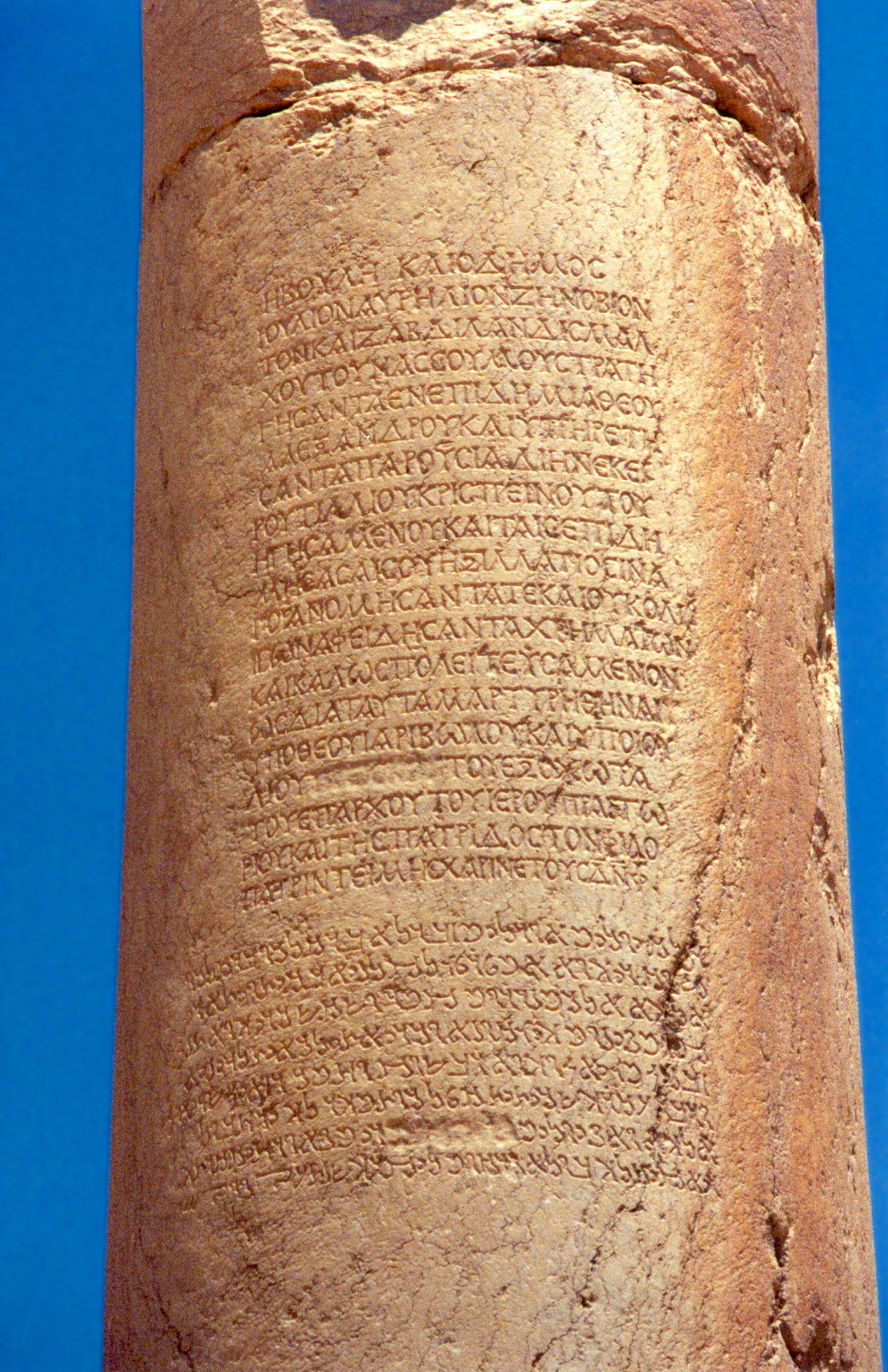
Надпись царицы Зенобии

После победоносного похода против персов, до Ктесифона на Тигре, Оденат был убит своим племянником, Меонием (в 267 году), и на пальмирский престол вступила его жена, Зенобия, значительно расширившая пределы своего государства и даже мечтавшая подчинить себе сам Рим. При ней Пальмира достигла апогея своего благосостояния, которое, однако, продолжалось лишь короткое время.
Император Аврелиан решился сломить непокорность гордой царицы и в 273 году принудил Пальмиру сдаться; Зенобия стала пленницей Аврелиана, её столица подверглась опустошению, а владения стали провинцией Римской империи. Диоклетиан и затем Юстиниан пытались восстановить разрушенный город, но не могли возвратить ему прежний блеск. Наконец, будучи ещё раз разрушен арабами в 744 году, он постепенно превратился в небольшое селение. На близлежащем холме в XVI веке возвёл свой замок Фахр ад-Дин II.

### Война в Сирии

#### Взятие Пальмиры войсками ИГ (май 2015 года)
С 2012 года, из-за непрекращающихся военных действий на территории Сирии, несколько сотен памятников удалось эвакуировать из Пальмиры, однако не все они транспортабельны.
20 мая 2015 года боевики террористической организации Исламское государство взяли под контроль почти всю территорию Пальмиры, в связи с чем возникли опасения, что её постигнет та же участь, что и ряд других архитектурных памятников на территории Ирака, разрушенных боевиками. Через месяц они приступили к разрушению культурного наследия: 27 июня снесена статуя «Лев Аллат», 23 августа стало известно, что взорван храм Баалшамина. Боевики также казнили хранителя Пальмиры, известного сирийского археолога 82-летнего Халеда аль-Асаада. 30 августа 2015 года исламисты произвели взрыв храма Бэла, разрушив его. Спутниковые фотографии из космоса подтвердили эти факты. В ЮНЕСКО осудили варварские деяния. 4 сентября были разрушены три наиболее сохранившиеся погребальные башни, которые были созданы в римский период для богатых семей в Долине гробниц. Специалисты считают, что террористы уничтожают только то, что не могут продать. При этом они дали разрешение «чёрным» археологам искать артефакты, чтобы продавать их на чёрном рынке. 5 октября 2015 года боевики взорвали Триумфальную арку эпохи Древнего Рима — символ Пальмиры и античной Сирии.
В мае 2015 года, в результате захвата Пальмиры боевиками ИГ многие памятники, которые не были увезены властями, подверглись разграблению и/или уничтожению.
27 марта 2016 года сирийская армия при поддержке российских ВКС освободила Пальмиру. В сентябре 2016 года российские археологи из Института истории материальной культуры РАН во главе с заместителем директора Натальей Соловьёвой совершили экспедицию в Пальмиру, чтобы оцифровать площадь древнего города и создать 3D-модель для дальнейшей реконструкции.
В январе 2017 года, после повторного захвата Пальмиры в декабре 2016 года, боевики ИГ взорвали центральную часть амфитеатра.
2 марта 2017 года Пальмира была возвращена под контроль правительства Сирии.
В августе 2018 года сирийское правительство объявило о намерениях восстановить разрушенные части города к июлю 2019 года.
В 2019 году российские археологи из Института истории материальной культуры РАН снова провели съёмку Пальмиры с учётом новых разрушений и внесли новые данные в дорабатываемую 3D модель города, которую планируется передать Сирии и мировому сообществу.
В августе 2020 года цифровая модель современного состояния памятника передана в Департамент древностей и музеев Сирийской Арабской Республики для возможности восстановления в будущем с помощью новых технологий.
Осенью 2020 года стала общедоступна визуализация 3D-модели.
В марте 2022 года специалисты Института истории материальной культуры РАН приступили к реставрации Монументальной арки Пальмиры.

#### Освобождение Пальмиры
Начиная с 9 марта 2016 года ВКС России наносили авиаудары по позициям террористов ИГ близ Пальмиры, а также по конвоям, следующим из Ракки и Дейр Эз-Зора с поддержкой, по состоянию на 12 марта уничтожив более 100 террористов.
13 марта сирийская армия, при поддержке российских ВКС, начала операцию по освобождению Пальмиры. В освобождении Пальмиры принимали участие бойцы ЧВК «Вагнер», сирийские правительственные войска, сирийский спецназ «Соколы пустыни», добровольцы из Ирана и Ливана, а также силы российского спецназа.
23 марта сирийская армия начала штурм Пальмиры. В этот же день сирийские правительственные войска освободили историческую часть Пальмиры от террористов ИГ. Сама Пальмира была взята под огневой контроль сирийской армией.
25 марта сирийская армия освободила исторический замок Фахр ад-Дина, господствующий над Пальмирой. Кроме того, на юго-западе города освобождён гостиничный комплекс «Семирамис» и район ресторанов, освобождена цитадель (крепость), а также была освобождена долина некрополя.
26 марта группы боевиков продолжили своё отступление к северным окраинам Пальмиры. Однако как на востоке, так и на западе террористы продолжали оказывать ожесточённое сопротивление. С древнего замка Пальмиры сирийские военные сорвали чёрный флаг ИГ и демонстративно сожгли его.
27 марта сирийская правительственная армия полностью освободила Пальмиру от террористов ИГ. В этот же день сапёрные подразделения сирийской армии начали разминирование домов и улиц Пальмиры.
28 марта СМИ (телеканал Россия-1) сообщили, что освобождена вся Пальмира. В этот же день, в 15:00 по местному времени, в центре Пальмиры был поднят государственный флаг Сирии.

#### Бои за Пальмиру (декабрь 2016 — март 2017)
Сообщения об активности боевиков ИГ стали поступать 8 декабря 2016 года. 9 декабря бои шли на подступах к Пальмире, боевики ИГ использовали шахид-мобили (машины с взрывчаткой) для прорыва обороны, сообщалось об использовании для этого танка без башни, начинённого взрывчаткой. 8-9 декабря ВВС Сирии и ВКС России наносили массированные удары с воздуха по наступающим боевикам, и наступление боевиков приостановилось. 9 декабря из Пальмиры ушли российские военные, часть правительственных войск и часть жителей города. 10 декабря наступление боевиков ИГ возобновилось, им удалось захватить элеваторы на востоке Пальмиры, и 11 декабря боевики установили контроль над Пальмирой.
10-11 декабря 2016 года около 4 тысяч боевиков ИГ атаковали Тадмор с разных направлений. Под натиском превосходящих сил армия Сирии и ополчение покинули город и переместились на окраины
Пальмиру террористы взяли под свой контроль 11 декабря 2016 года, а 12 декабря продолжили наступление в западном направлении, сообщает арабское издание «Аль-Маздар». По данным издания, террористы также захватили населённые пункты аль-Байярат и ад-Давва к западу от Пальмиры и нефтяное месторождение Хайян. По словам Талала Барази, губернатора провинции Хомс, в которой находится Пальмира, из города были эвакуированы 80 % населения.
Франция обвинила Россию в падении Пальмиры. Глава МИДа Жан-Марк Эро считает, что Москва отвлеклась от борьбы с ИГ.
Сразу же после падения Пальмиры началась операция по освобождению. 2 марта 2017 года Пальмира была возвращена под контроль правительства Сирии при поддержке российских ВКС и ССО.

## Развалины

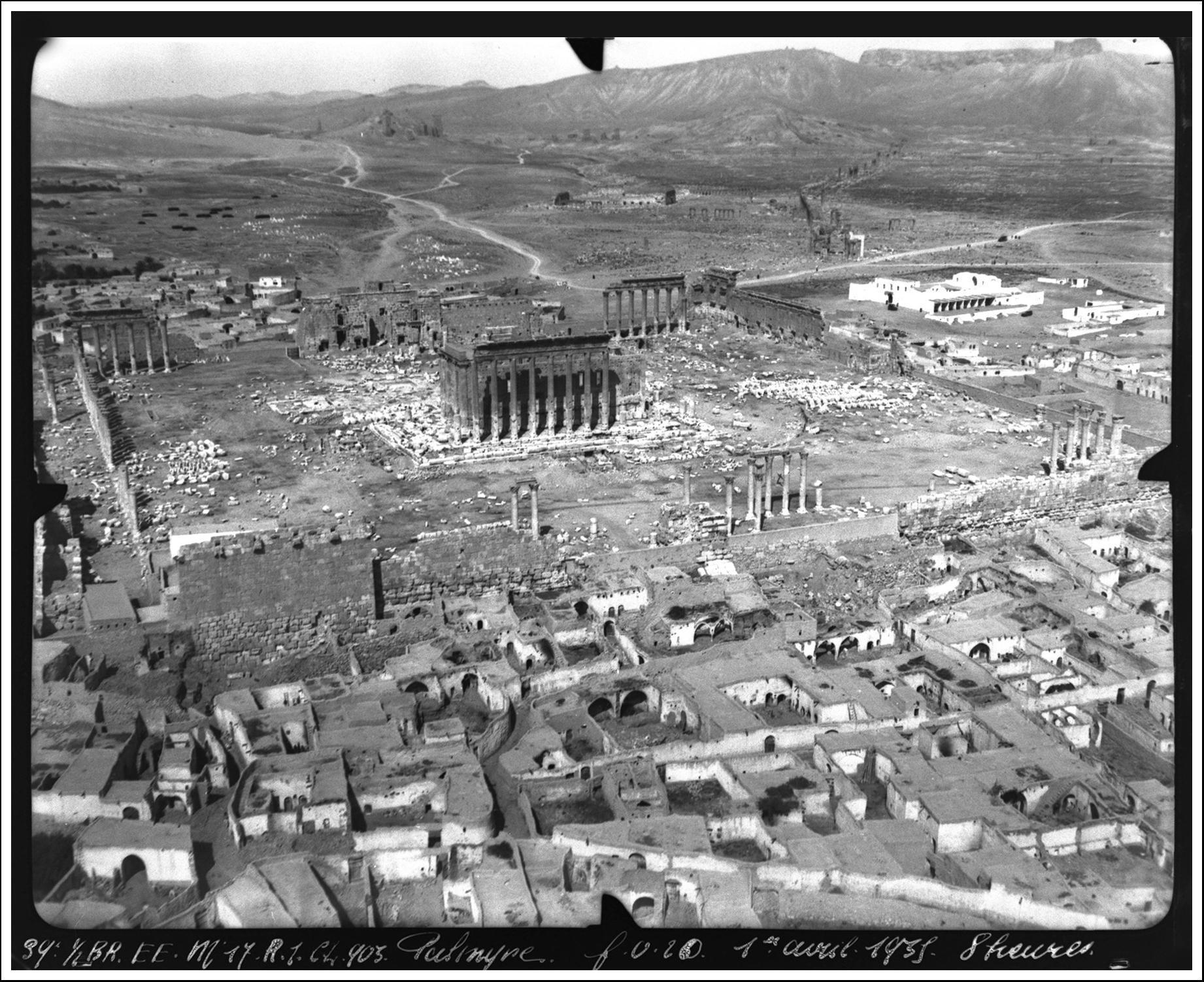
Руины Пальмиры в 1935 году

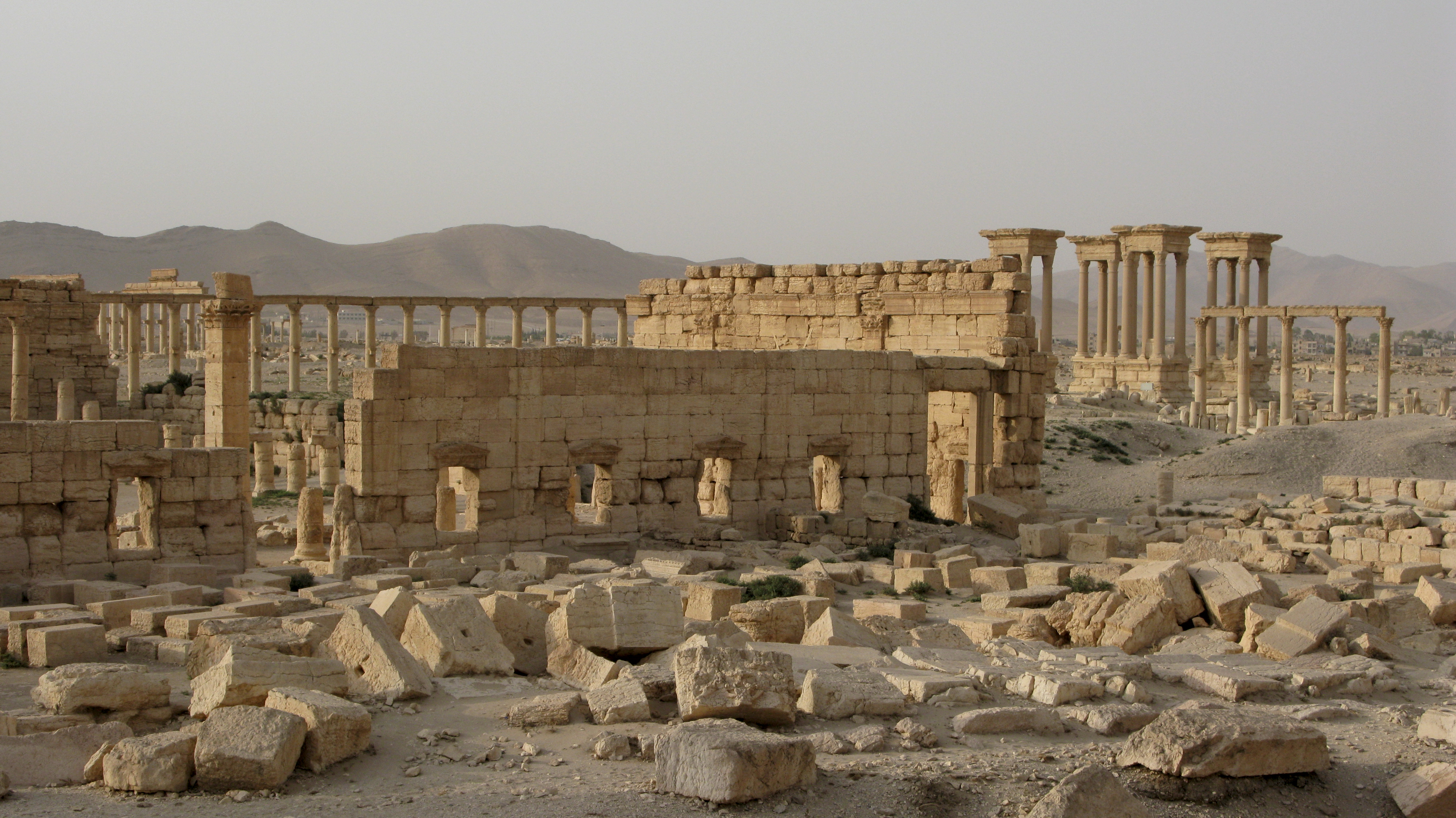
Фрагменты Большой колоннады и храмов в 2008 году

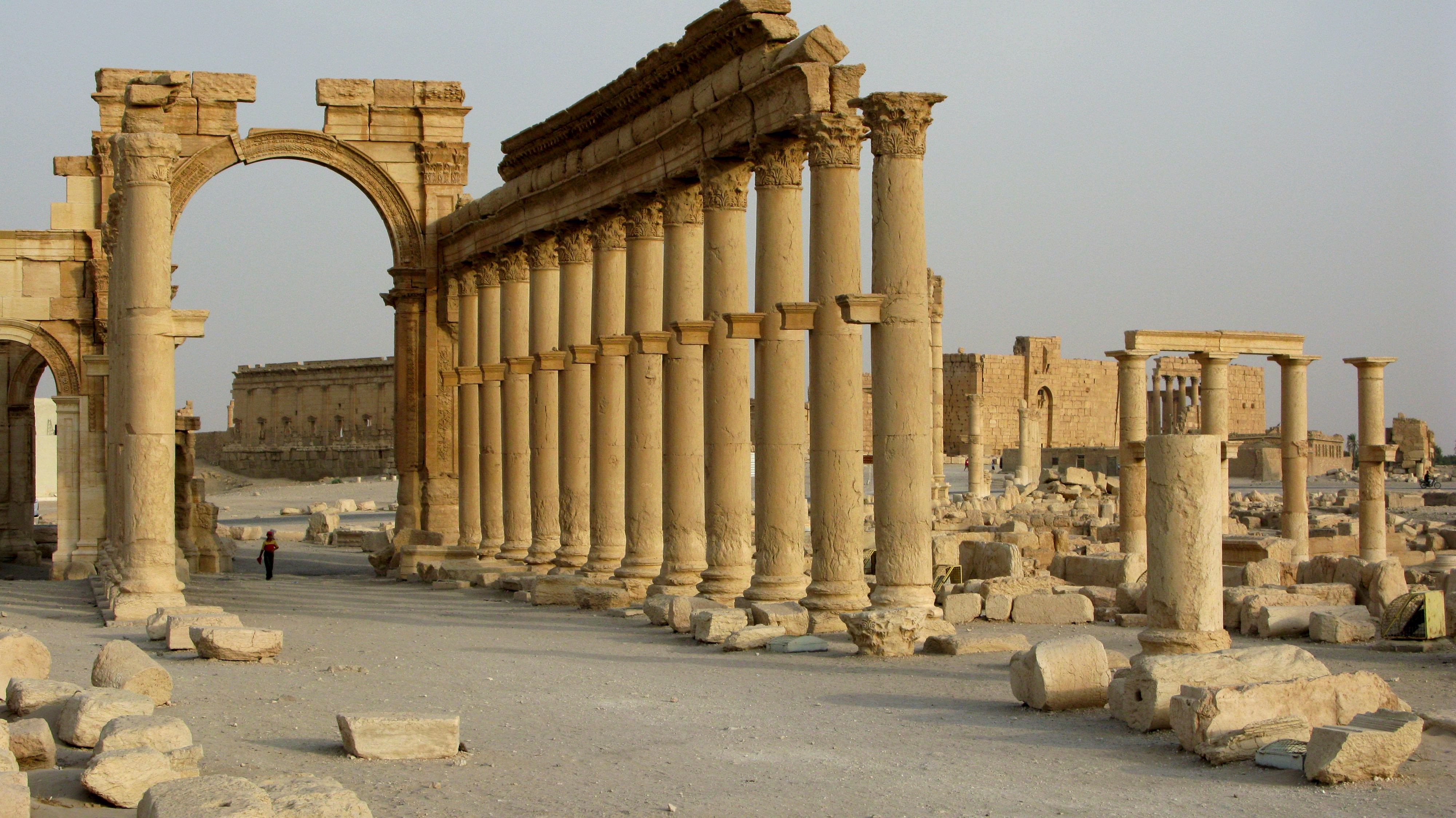
Монументальная арка Пальмиры в 2008 году

Останки столицы античности были погребены под песками во время частых здесь песчаных бурь, а те здания, что остались на поверхности, послужили строительным материалом для хижин местных жителей. Многое из того, что представляло интерес с точки зрения искусства, было разграблено и переправлено в крупные города, а оттуда в музеи мировых столиц. Когда в XII веке испанский раввин Вениамин дошёл до Пальмиры, он увидел лишь арабскую деревушку, расположившуюся на огромном дворе храма бога Бела.
Второе открытие Пальмиры произошло в начале XVII века, когда на античные руины наткнулся итальянский путешественник Пьетро делла Валле. Около 1692 года сюда приезжает английский пастор Галифакс. Он первым скопировал три пальмирских надписи, однако прочесть пальмирское письмо ему не удалось. В 1678 году английский негоциант Галифакс нашёл труднодоступные развалины Пальмиры; в 1751—1753 годах они были впервые исследованы и описаны Робертом Вудом и Джеймсом Докинсом. Археологические раскопки начались в конце XIX века и продолжаются по сей день (см. также разд. Пальмира в статье Михаловский, Казимеж). В 2008 году археологами было объявлено об обнаружении фундаментов крупнейшей в Сирии церкви размерами 47 на 27 метров.
Развалины тянутся с юго-востока на северо-запад непрерывным рядом на протяжении приблизительно 3 км, у подножия нескольких холмов, и состоят из остатков сооружений, относящихся к разным эпохам. В позднеантичных развалинах преобладает коринфский ордер. На восточной оконечности пространства, занимаемого развалинами, высится храм солнца (Ваала-Гелиоса) — величественный периптер длиной в 55 1/3 м, шириной в 29 м, с 8 колоннами в каждом коротком фасе и с 16 колоннами в длинном. Внутренность храма представляет собой обширное помещение, со сводом, разбитым на кассетоны, с роскошной, вполне сохранившейся лепной орнаментацией фризов и стен, состоящей из листьев и плодов.
Напротив северо-западного угла храма находились входные ворота, похожие на триумфальную арку Константина в Риме. От них через весь город, на протяжении 1135 м, тянулась дорога, обставленная четырьмя рядами колонн, на архитраве которых помещались другие, меньшие колонны. Эти четыре колоннады разделяли дорогу вдоль на три части: средняя, более широкая, служила для езды экипажей и всадников; две боковые, более узкие — для пешеходов. Высота нижних колонн — 17 м. Всего их было 1500, то есть по 375 в каждом ряду.
Вся почва бывшего города покрыта обломками капителей, антаблементов, скульптурных фризов и иных архитектурных фрагментов, среди которых, на запад от храма Солнца, видны остатки других храмов, дворцов, колоннад, алтарей, акведуков, а за развалившейся городской стеной, составлявшей сооружение времён Юстиниана, лежит в небольшой долине некрополь с многочисленными погребальными пещерами и шестьюдесятью фамильными усыпальницами, сложенными в виде башен из огромных тёсаных камней. На вершине одного из соседних холмов высится замок позднейшей арабской постройки.
Восстановление после разрушений 2015 года
Во время захвата Пальмиры боевиками ИГ (2015—2016) некоторые сооружения были целенаправленно разрушены, другие — разворованы с целью продажи.
28 марта 2016 года глава департамента древностей и музеев Сирии Маамун Абд аль-Карим заявил, что восстановление Пальмиры может занять пять лет. По его словам, 80 % древних сооружений Пальмиры находятся в хорошем состоянии. Государственное агентство по охране памятников Сирии заявило, что сирийская армия при штурме города не нанесла вреда памятникам.
Работу по восстановлению памятников начнут в апреле 2016 года.
Специалисты планируют восстановить два храма, Монументальную арку и башни-гробницы. План по восстановлению Пальмиры состоит из трёх этапов. На первом этапе будут поддерживать неустойчивые постройки, на втором пройдёт реставрация большинства памятников, а на третьем этапе эксперты планируют заново построить разрушенные террористами храмы Бэла и Баалшамина. По словам экспертов, международные нормы позволяют прибегнуть к последней мере только в исключительных случаях.
Согласно распоряжению Президента России Владимира Путина, в разминировании города принял участие Международный противоминный центр Вооружённых сил Российской Федерации. В реставрации исторических памятников города примет участие Институт истории материальной культуры РАН и Государственный Эрмитаж. Первые группы российских сапёров прибыли в Пальмиру в последних числах марта. Разминирование археологической зоны завершено 21 апреля.
На сцене античного театра 5 мая 2016 года Симфонический оркестр Мариинского театра под руководством Валерия Гергиева дал концерт под названием «С молитвой о Пальмире». Концерт был приурочен ко Дню Победы и посвящён памяти казнённого боевиками ИГ смотрителя Пальмиры Халеда Асаада и российскому офицеру Александру Прохоренко, погибшему при освобождении Пальмиры от террористов.

## Панорамы

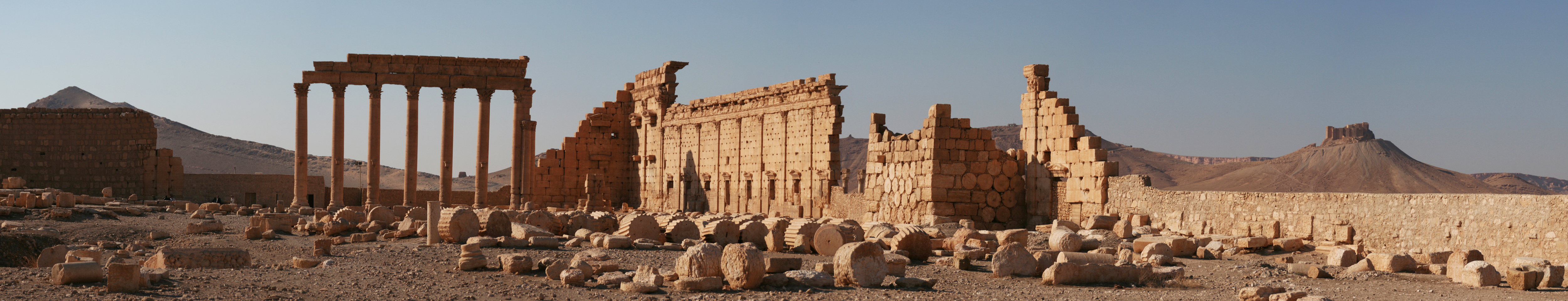
Панорама Пальмиры

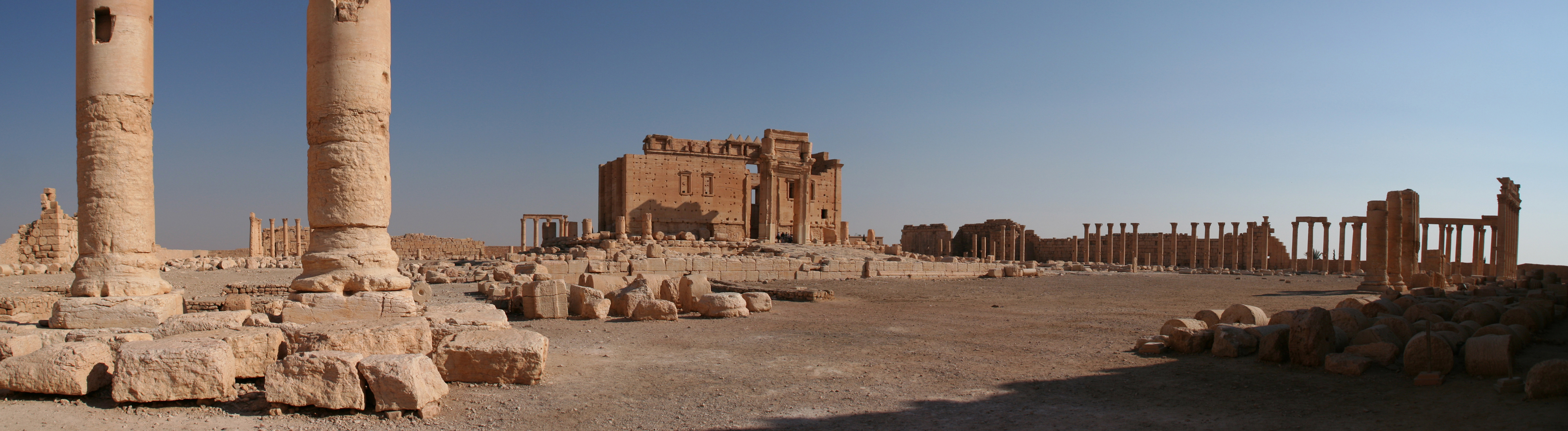
Храм Баала